# Мерские станы

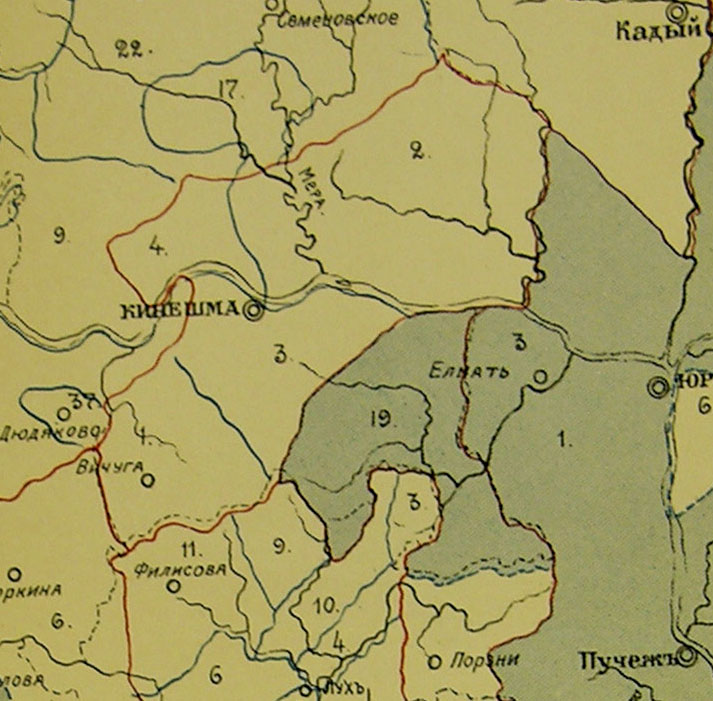
Кинешемский уезд в XVII—XVIII веках: 4 — Мериновская волость, западная окраина уезда на левом берегу Волги

Ме́рские ста́ны и во́лости — поздние административные единицы Русского царства, названия которых сохранили дорусские названия или содержащие основу «мер» и, предположительно, связаны с их населением, мерей, финно-угорском народом (племенем), проживавшем в Верхнем Поволжье и ассимилированном славянами в эпоху Киевской Руси. Считается, что в их названиях отражены этноним мери и другие её ойконимы. «Мерские станы» с начала исследований мерянской проблематики использовались для определения границ расселения мери. Рядом авторов предполагается, что на территории «мерских станов» сохранялись локальные группы мерян вплоть до XVI—XVIII веков. В то же время историография не предоставила доводов в пользу существования «мерских станов», кроме созвучия названий.

## Гипотеза
В историографии «мерские» станы помещаются в Переславском, Костромском, Кашинском, Унженском и Кинешемском уездах. Все эти станы отмечены на карте финно-угроведа А. К. Матвеева. Согласно гипотезе, основой их именования стали языковые и этнографические особенности жителей этих мест, которые длительное время избегали древнерусского влияния.
В 1863 году статистический комитет МВД опубликовал «Список населённых мест Владимирской губернии», в предисловии к которому редактор выпуска М. Раевский писал, что «ещё в XVI столетии часть восточной стороны Переславского уезда звалась Мерским станом». А. С. Уваров отмечал Мерский стан, но не к востоку, а к западу от Переславля по реки Кубри, где находятся села Мередово и Мериново и деревня Мервиново, согласно исследователю, указывающие на мерю. Краевед В. А. Самарянов в статье 1875 года указал на существовавшие, по его мнению ещё «три более или менее обширные Мерские стана или волости»: Мериновская волость в Кинешемском уезде «недалеко от реки Меры», встреченные краеведом в епархиальных делах XVIII века, Мерский стан к западу от Костромы у слияния рек Костромы и Волги и «Мерский стан» в Унженском уезде. Поскольку актах о стане как таковом информации нет, Самарянов фактически является первым, кто ввёл термин «мерский стан» не как название конкретной административной единицы, а в качестве родового понятия. Однако его труд не претендует на научность выводов.
Историк М. К. Любавский писал об «островах», «остатках инородческих племён» на заселяемых славянами территориях, которые сохранялись после XII века ещё «долгое время» и были зафиксированы в позднесредневековых актах. Он связывал «большое число отдельных селений и особенно показательных в данном случае целых местностей, волостей и станов» с «самостоятельными, не заимствованными от рек, озёр и урочищ не русскими названиями», произошедшими «несомненно, от инородческих местных обществ», которые «прослоились» русскими поселенцами и постепенно обрусели.
В издании в 1961 года Е. И. Горюнова писала, что, согласно письменным и археологическим источникам, обрусение мери проходило неравномерно. На окраинах «долго еще сохранялись островки с населением, говорившим на мерянских наречиях, это отразилось и на административном районировании б. Владимирской и Костромской губернии». Автор вслед за Любавским и его предшественниками доводила существование этих гипотетических «островков» до возникновения административного деления, зафиксированного в XVI—XVIII веках. Согласно П. Н. Третьякову, после раскопок Уварова, которые вызвали интерес к мере, «были произведены поиски следов ее в местных архивах. При этом выяснилось, что о мере здесь помнили вплоть до XV—XVI вв. Обнаружилось также, что некогда, в XIII в., а может быть, и раньше, некоторые районы, населённые мерей, были выделены в особые территориальные единицы». Существование «островов» мери, по его мнению, «подтверждается историческими сведениями последующих столетий, тоже указывающими на то, что в восточной части Волго-Окского междуречья и за Волгой долго сохранялись местности, занятые мерей, точнее сказать, её обрусевшими потомками» — «некоторые из станов, известных по документам XIV—XVI вв., получили свое наименование от этнонима «меря». Они назывались Мерскими станами».
В. В. Седов сравнивал с «мерскими станами» предполагаемые им остатки племён дьяковской культуры, существовавшие в предшествующие периоды.
Крупный археолог-финно-угровед Е. А. Рябинин, как и Горюнова, использовал связанные, согласно Самарянову, Любавскому и Третьякову, с мерей костромские топонимы для того, чтобы обосновать предположение о «костромской чудской группировке», которая входила в мерянский племенной союз. В то же время учёный ссылался на мнение лингвиста А. И. Попова, согласно которому «за подлинно мерянские названия могут быть из всех имён сосчитаны только „Меря“ и „Мерьская“(-ский)», что, по мнению Рябинина, относится и к костромским «мерским» топонимам. Археолог приводил примеры «финно-угорских коллективов, оказавшихся вне зоны начальной древнерусской миграции и ещё длительное время сохранявших свою этническую самобытность» в районах, где «имелись все условия для длительной консервации местных традиций».
«Мерские станы» составляют треть указанных в научной литературе русских этнотопонимов, которые производны от этнонима меря. Финно-угроведом А. К. Матвеевым они были сведены на карте с целью установить лингвоэтнический ареал мери и выявить топонимы мерянского происхождения. В. Н. Седых, касаясь вопроса взаимодействия мери и славян «в разных микрорегионах с разной интенсивностью», писал об «упомянутых в поздних средневековых источниках „мерских станах“».
В выпусках «Археологическая карта России» Ивановской (1994) и Костромской (1999) областей говорится о «мерских станах» как о «мерянских, то есть заселённых мерей» по свидетельству документов XVI—XVIII вв., островках финно-угорского населения, существовавших и в XVI—XVII вв., сохраняя «немало своеобразных черт в культуре, быте и языке».

## Критика
По мнению А. Е. Леонтьева, эти станы «восходят к поселениям финского населения, вытесненного со своих исконных земель и вынужденного осваивать новые жизненные пространства». В своей основополагающем для современной мерянистики работе Леонтьев, указав на отсутствие в «мерских станах» и волостях дорусских и ранних древнерусских памятников, расположение их рядом с плотно заселёнными русскими районами и бывшими мерянскими землями у берегов озёр, а также непригодность для пашенного земледелия, писал о предположительно масштабном процессе переселения или вытеснения мери. В то же время он отметил, что эти станы и волости «обычно рассматриваются как местности, заселенные потомками мери, хотя ни исторических, ни археологических твердых обоснований этой гипотезы пока не выдвинуто».
С. В. Городилин писал, что М. К. Любавским была развита историографическая традиция: ранее названия, предположительно связываемые с мерей по причине своего схожего звучания использовались для гипотетического определения границ мери; начиная с Любавского, названия, связываемые с мерей по-прежнему гипотетически, послужили основой умозрительных предположений о длительном сохранении мери в древнерусском окружении. Утверждение о иноязычности трёх предположительных мерских станов «на глухих окраинах б. Костромской губернии» у Горюновой никак не обосновано. Утверждения П. Н. Третьякова не проверялись авторами, на которых он ссылается, и им самим.
Городилин отмечает, что историография не предоставила доводов в пользу существования «мерских станов», кроме созвучия названий. Не выявлены языковые и этнографические отличий жителей этих территорий, нет подтверждений в данных археологии и особенностях топонимики. Остаётся не уточнённым местоположение этих станов и происхождение их названий. Леонтьевым было показано, что древнерусские села не обтекали территории, обжитые мерей, а, напротив, тяготели к ним, нередко сохраняя прежние финские названия. По мнению Городилина, этим ставится под сомнение сама возможность связи дорусских топонимов с «островами» субстратного населения, которое было окружено древнерусским. Маловероятной является масштабная консервация в прилегавших к крупным городам отдельных пригородных станах следов этнического субстрата, существенно отличавших бы их население от соседнего вплоть до XV—XVI веков. Станы сложились в конце XV – начале XVI веках, в основу их названий легли имена местных водоёмов, рельефа, сёл и погостов, а не этнографические особенности жителей. Гидронимы на мер-/ер- распространены вплоть до Балтики; лингвист В. Н. Топоров приводил ряд их балтских параллелей.